# Louis-Antoine Jullien
 (novembre 2020).
Pour les articles homonymes, voir Jullien.
Louis-Antoine Jullien, né le 23 avril 1812 à Sisteron et mort le 14 mars 1860 à Neuilly-sur-Seine, est un compositeur et chef d'orchestre français. 

## Biographie

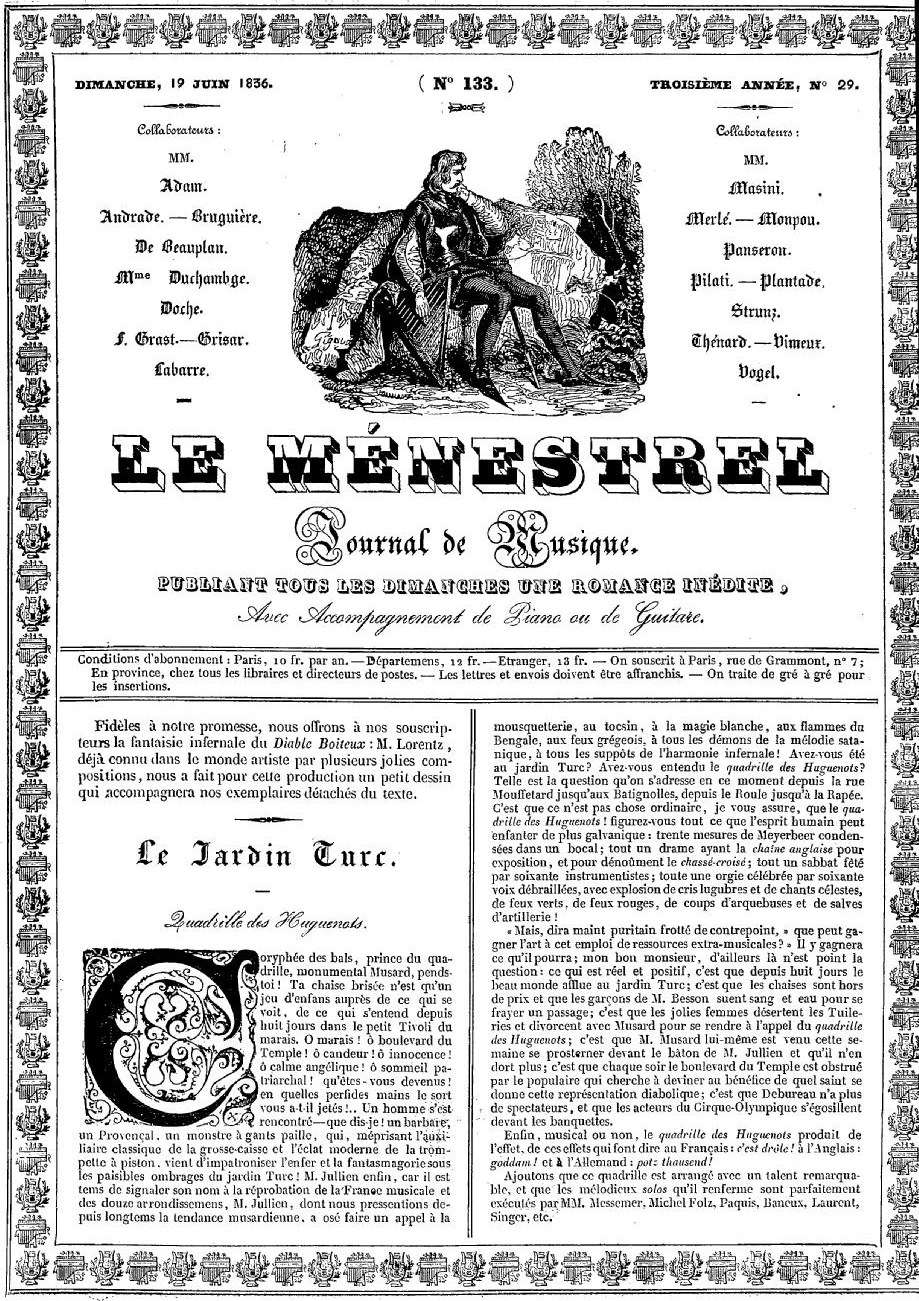
Article sur le Quadrille des Huguenots de Jullien dans Le Menestrel en juin 1836.

Fils de Jean-Baptiste Antoine Jullien marchand, chef de musique d'harmonie de régiment, qui apprit à jouer de la flûte et de plusieurs autres instruments, le jeune Jullien, élevé comme enfant de troupe dans une caserne, commença sa carrière par la position de petite flûte dans la musique du régiment où servait son père.
En 1833, âgé de vingt-et-un ans, il monta dans la capitale et se présenta au Conservatoire de Paris pour y faire des études de composition. Admis le 26 octobre 1833, il entra dans une classe préparatoire de contrepoint, où il reçut des leçons de Le Carpentier. Ne comprenant pas l’utilité des études élémentaires qu’on lui faisait faire, il demanda l’autorisation de suivre le cours d’Halévy, et y entra le 16 décembre 1834, mais ce fut pour y retrouver encore le terrible contrepoint, dont le nom seul lui donnait des vertiges. « Je suis venu ici pour apprendre la composition, disait-il, et non pas le contrepoint. » On lui répondait : « Attendez : cela viendra », mais attendre n’était pas ce qu’il voulait. Au lieu d’exercices sur les cinq espèces et sur les renversements à l’octave et à la douzième, il apportait à Halévy des contredanses, des galops et des valses, et le maitre finit par ne plus s’occuper de lui. Julien fréquenta ainsi le cours jusqu’au commencement de 1836, puis il n’y revint plus ; il disparait des contrôles le 1er mai de cette année.
Il venait de proposer à l’entrepreneur du Jardin Turc, lieu de divertissement parisien de l’époque sis boulevard du Temple, d’y établir des concerts de contredanses pour toutes les soirées d’été : son projet ayant été apprécié, il s’était mis immédiatement à l’œuvre. Il acquiert rapidement une forte notoriété, à la fois pour ses nombreuses compositions de musique légère (quadrilles, polkas…) et pour ses effets de mise en scène (coups de canon, feux d’artifice et autres excentricités multiples). Bientôt tout Paris courut à ces concerts de danse : ce fut une véritable folie.
Il dirige également dans de prestigieuses salles parisiennes (dont l’Opéra, à l’occasion des Bals de l’Opéra). Ses musiques de danses remportent un grand succès au Carnaval de Paris. Il est souvent considéré comme le rival de Philippe Musard, en son temps autre célèbre compositeur de musique festive de danses de Paris au XIXe siècle. Ayant engagé plus de dépenses dans l’entreprise du Jardin Turc que les recettes ne lui rapportaient, il doit procéder, au mois de juin 1838, à une cession de biens pour échapper à ses créanciers, qui le menaçaient de la prison pour dettes.
Ne possédant plus que son talent de compositeur de danses et son énergie, et l’Angleterre étant le pays qui lui offrait les chances les plus favorables, il alla s’y établir dans cette même année 1838. Il devait y passer vingt ans dans une alternative de bonne et de mauvaise fortune, mais en y jouissant d’une popularité qui n’avait pas connu d’exemple auparavant, et qui jamais ne fut compromise. Son activité productrice tenait du prodige ; car les quadrilles, valses et polkas qu’il écrivit pour son orchestre se comptent par milliers. Ses fameux « concerts promenades », dont le prix d’entrée n’était que d’un shilling, étaient assiégés par une foule compacte chaque soir. Composant son orchestre des meilleurs artistes, on y vit aux pupitres de premiers violons Vieuxtemps, Sivori, Sainton, et les plus grandes célébrités, au nombre desquelles on remarque Marie Pleyel, s’y firent entendre. Intelligent et ferme, il donnait de l’entrain à l’exécution.

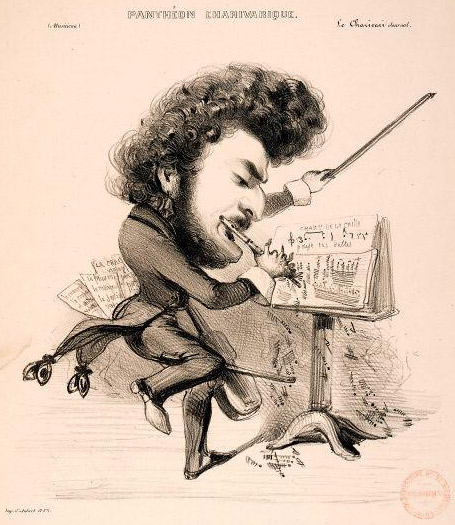
Jullien caricaturé par Roubaud dans sa série de caricatures « Le Panthéon charivarique » dans le Charivari.

Ses « concerts monstres », mélange de musique classique et de musique légère, assemblent des milliers de personnes malgré des critiques parfois fortes. Hardi, téméraire même dans ses entreprises, il ne reculait devant aucune difficulté, et parcourut pendant plusieurs années toute l’Angleterre, l’Écosse et l’Irlande, avec tout son orchestre et ses solistes, s’arrêtant le matin dans une ville pour y donner un concert : se remettant en route deux heures après, avec tout son personnel et allant donner à cent milles de là un autre concert dans la soirée du même jour. Il risqua même à entreprendre le voyage de l’Amérique avec tout son orchestre et sut, par son activité, par ses immenses bénéfices, couvrir les dépenses énormes d’une telle spéculation.
Une maison de commerce de musique, qu’il avait fondée à Londres, fournissait à Julien des bénéfices annuels considérables grâce à la vente de ses quadrilles, valses et polkas. Sa fortune paraissait solidement assurée jusqu’au jour où il se mit dans la tête l’idée que la composition d’airs de danse ne conférait qu’une célébrité momentanée, et qu’il devait composer des opéras s’il voulait passer à la postérité. Ayant résolu de se livrer à ce genre de travail, il consulta Fétis, qui lui expliqua le mécanisme et les effets de certains procédés de l’art d’écrire.
Un an après, en 1847, n’ayant réussi à faire jouer l’opéra Pietro il Grande, ouvrage énorme en cinq actes, dont il avait écrit la partition, il fit la ruineuse acquisition de la prestigieuse salle londonienne de Drury Lane, où non seulement il fit venir Berlioz, mais également eut la satisfaction de faire enfin jouer, dans la saison de 1852, son opéra, qui lui valut de féroces critiques. Ayant perdu, en outre, environ 16 000 livres sterling à son entreprise, sa position en fut compromise, et il dut vendre sa maison de commerce de musique. Cet échec n’ébranla pas son courage ; ayant l’espoir de réparer ses pertes, redoublant d’activité, il parvint à augmenter la vogue de ses concerts : ses bénéfices furent considérables, et de leur produit il acheta même une propriété en Belgique (le domaine de l’Abbaye d'Aywiers), mais les dernières années furent désastreuses, et la part qu’il prit dans une entreprise de fêtes et de concerts aux Jardins royaux de Surrey (en) en 1855 et 1856 acheva de le ruiner.
Poursuivi par ses créanciers, il fut arrêté à Paris et enfermé à la prison pour dettes. Rendu à la liberté après quelques mois de détention, il espérait se relever encore par de nouveaux efforts, mais la crise avait été trop forte. Le 21 février 1860, il donna les premiers signes d’aliénation mentale ; le lendemain la perte de sa raison était complète ; il se frappa de deux coups de couteau, et l’on dut l’interner dans une maison de santé de Neuilly-sur-Seine, où il expira, un mois plus tard.
Selon Fétis, il y avait en Julien quelque chose de plus qu’un compositeur de danses ; car, nonobstant les défauts susceptibles d’attirer l’attention dans sa partition de Pietro il Grande, on y voit briller des inspirations soudaines, qui prouvent qu’avec une éducation mieux faite dans la jeunesse, il aurait pu se faire un nom distingué parmi les compositeurs dramatiques. Dans ses ouvrages pour la danse, il n’a ni l’originalité de Strauss, ni l’élégance de Lanner, mais il a plus d’entrain et plus d’effet de rythme.